# Estagrotis
Estagrotis là một chi bướm đêm thuộc họ Noctuidae.

## Loài
- Estagrotis canescens Hacker & Ronkay, 1992
- Estagrotis cuprea (Moore, 1867)
- Estagrotis plantei Hacker & Ronkay, 1992
- Estagrotis rufalis (Bethune-Baker, 1906)